# Форсселль, Микаэль
Микаэ́ль Кай Фо́рсселль (фин. Mikael Kaj Forssell; 15 марта 1981, Штайнфурт, Северный Рейн-Вестфалия) — финский футболист немецкого происхождения, нападающий. Третий бомбардир в истории сборной Финляндии.

## Биография
Микаэль Форсселль родился в немецком городе Штайнфурт. В 1994 году переехал в Финляндию, получив финское гражданство, при этом сохранив немецкое. В этом же году начал заниматься футболом в финском клубе ХИК.

## Карьера

### ХИК
В 1997 году, когда ему было 16 лет, он дебютировал в чемпионате Финляндии. В то время он считался одним из самых талантливых финских футболистов. В 1998 году Микаэль был нарасхват у многих европейских клубов, но наиболее активно боролся за футболиста лондонский «Челси», который и подписал с ним контракт.

### «Челси»
Форсселль дебютировал в составе «Челси» в матче против «Арсенала». Затем, через три дня после дерби, в матче Кубка лиги с «Оксфорд Юнайтед» он забил свои первые два мяча за «пенсионеров». Спустя три недели Микаэль забил свой первый мяч в Премьер-лиге в ворота «Ноттингем Форест».

### Аренды
После прихода в стан «синих» Криса Саттона, Микаэль практически сразу же был отдан в аренду «Кристал Пэлас». В период с 2000 года по 2001 год он провёл за «орлов» чуть больше пятидесяти матчей и забил 16 мячей.
После возвращения Форсселля в «Челси» после аренды в «Кристал Пэлас», ему опять не находилось место в основном составе лондонцев. Футболист редко выходил на поле и практически во всех случаях на замену.
В 2003 году он был отдан в аренду «Боруссии Мёнхенгладбах», за которую в двенадцати матчах забил 7 мячей.

### «Бирмингем Сити»
В том же 2003 году футболист был отдан в аренду команде «Бирмингем Сити», за которую, на правах аренды, он выступал до 2005 года. За это время он провёл за команду 36 матчей и забил 17 мячей.
Летом 2005 года «Бирмингем» выкупил трансфер футболиста, подписав с ним трёхлетний контракт и заплатив за него «синим» 3 млн фунтов. После восстановления от травмы, полученной им в начале сезона 2005/06, он не набрал хорошей формы, из-за чего практически не играл. В октябре 2006 года Микаэль получил травму обеих колен и выбыл из строя на полгода. Лишь в феврале 2007 года, после проведения операций, он приступил к тренировкам. В том же году его пытался приобрести «Гамбург», но «Бирмингем» не отпустил его.
Сезон 2007/08 футболист начал успешно. В пяти стартовых матчах чемпионата он забил 5 мячей. Стив Брюс был в восторге от его формы, набранной после тяжёлых травм. В дальнейшем Форсселль продолжал забивать, а 1 марта 2008 года он сделал свой первый хет-трик на клубном уровне. В этом сезоне он забил за бирмингемцев 9 голов и стал лучшим снайпером команды. Команда не смогла удержаться в Премьер-лиге и вылетела в Чемпионшип. Игрок на правах свободного агента покинул команду.

### «Ганновер 96»
Летом контракт с Форсселлем подписал «Ганновер 96». За немецкий клуб Микаэль выступал на протяжении трёх лет. Играл не слишком часто, поэтому за это время он провёл за команду только 44 матча, в которых забил 7 мячей. Летом 2011 года его контракт с командой завершился. Его было решено не продлевать.

### «Лидс Юнайтед»
9 сентября 2011 года Форсселль подписал контракт с «Лидс Юнайтед», который рассчитан до конца сезона 2011/12. Дебютировал за «Лидс» на следующий день, выйдя на замену на 58 минуте матча с «Кристал Пэлас», вместо Энди Кио. На 82 минуте матча отдал голевой пас другому игроку «белых» — Россу Маккормаку, благодаря которому «Лидс» и победил — 3:2. 20 сентября дебютировал за «Лидс» в Кубке лиги. В том матче его команда уступила на своем поле «Манчестер Юнайтед» со счетом 0:3.

### Возвращение в ХИК
29 октября 2012 года, спустя 14 лет, проведённых за границей, Микаэль вернулся в родной клуб ХИК, с которым заключил двухлетний контракт.

## Международная карьера
Микаэль дебютировал в сборной Финляндии в матче против сборной Молдавии в 1999 году, а свой первый гол забил в матче против сборной Люксембурга в 2001 году.